# Inchiquin
Inchiquin (auch Inishquin; irisch Inis Mhic Uí Chuinn) ist eine etwa 1,5 km lange und 0,5 km breite, mittels eines Dammes mit dem Festland verbundene, vergleichsweise große unter den vielen Inseln im Lough Corrib im Norden des County Galway in Irland.
Frühkirchliche Überreste, ein Ringfort und ein Cillin bilden die besonderen Relikte.
Ein frühchristliches, angeblich von Brendan dem Seefahrer gegründetes Kloster und eine als „Rathmath“ bekannte alte Begräbnisstätte gehören zu den frühkirchlichen Überresten. Die Grundmauern eines Gebäudes von 7,6 × 4,7 m, möglicherweise einer Kirche, sind an der Nordostspitze der Insel nahe am Ufer zu sehen. Vom Gräberfeld sind keine sichtbaren Spuren erhalten.
Auf dem Weideland im Süden der Insel befindet sich ein schlecht erhaltenes, ovales, einfach umwalltes Ringfort von etwa 30 m Durchmesser. Die alte Trockenmauer wurde vom Grundbesitzer durch eine moderne ersetzt. Der Innenraum wird als Garten genutzt.

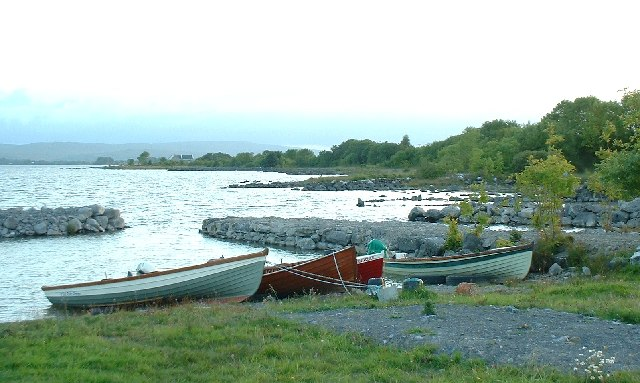
Boote auf Inchiquin

Im Südostsektor des Ringforts befand sich ein Cillin. Entsprechend der lokalen Tradition bestand er aus einer Fläche voller kleiner Steine, die aber vor Jahren entfernt wurden. 